# Palais Brassican-Wilczek

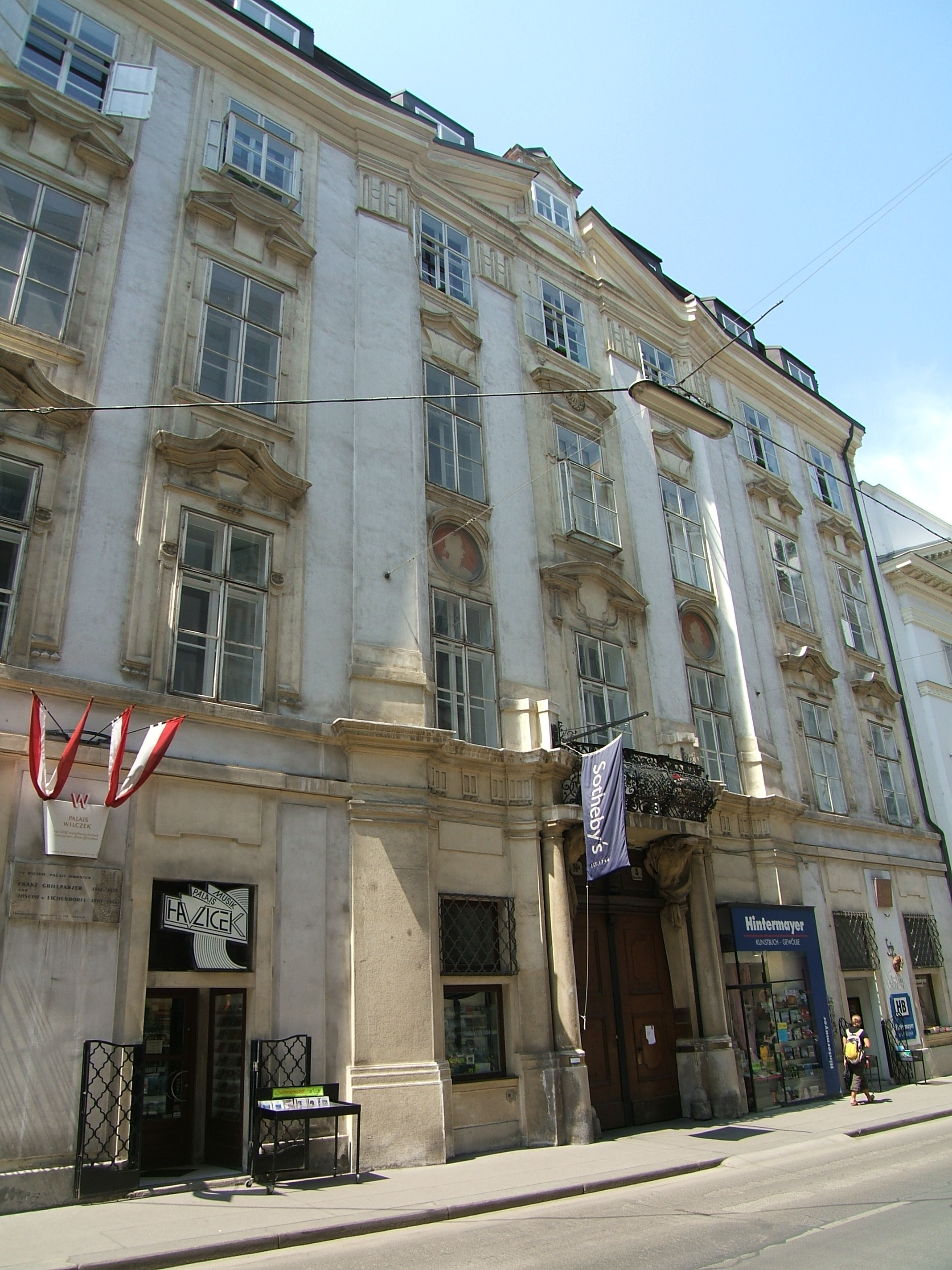
Palais Brassican-Wilczek

Das Palais Brassican-Wilczek befindet sich im 1. Wiener Gemeindebezirk Innere Stadt, Herrengasse 5.

## Geschichte
Das heutige Palais wurde auf einem Vorgängerbau, der sich bereits seit Mitte des 16. Jahrhunderts im Besitz der Freiherren Brassican befand, in der Zeit zwischen 1722 und 1737 erbaut. Ein genaues Datum ist nicht bekannt. Der Bau wird Anton Ospel zugeschrieben. 1728 kam das Palais in den Besitz des niederösterreichischen Landmarschalls Carl Ignaz Lempruch. Seit 1825 befindet sich das Palais im Besitz der gräflichen Familie Wilczek. Das Palais liegt zwischen den Palais Herberstein und Palais Modena. Durch den Bau des Palais Herberstein im Jahre 1897 drohte der linke Hoftrakt einzustürzen und wurde in der Folge abgerissen. Dieser wurde in den Jahren 1898/99 durch Humbert Walcher von Moltheim erneuert und ein weiterer Hintertrakt in neobarocker Form hinzugefügt.
Im Palais Brassican-Wilczek wohnten Franz Grillparzer und Joseph von Eichendorff.

## Beschreibung
Die 7-achsige Fassade zur Herrengasse ist durch einen 3-achsigen Mittelrisalit mit Riesenpilaster gegliedert. Durch die schräggestellten Außenpilaster fügt sich der Risalit harmonisch in die Front ein. Der Attikagiebel ist durch ein Fenster des Mansarddaches durchbrochen. Das Portal wird von einem Balkon mit Schmiedeeisengitter überdacht, der von zwei Säulen, unterstützt von zwei Atlanten, getragen wird. Über den seitlichen Fenster des Mittelrisalits finden sich in der Beletage zwei Medaillons mit im Jahre 1992 gemalter männlicher und weiblicher Büste, da die ursprünglichen Stuckreliefs verloren gegangen sind.